# Kalwaria Zebrzydowska

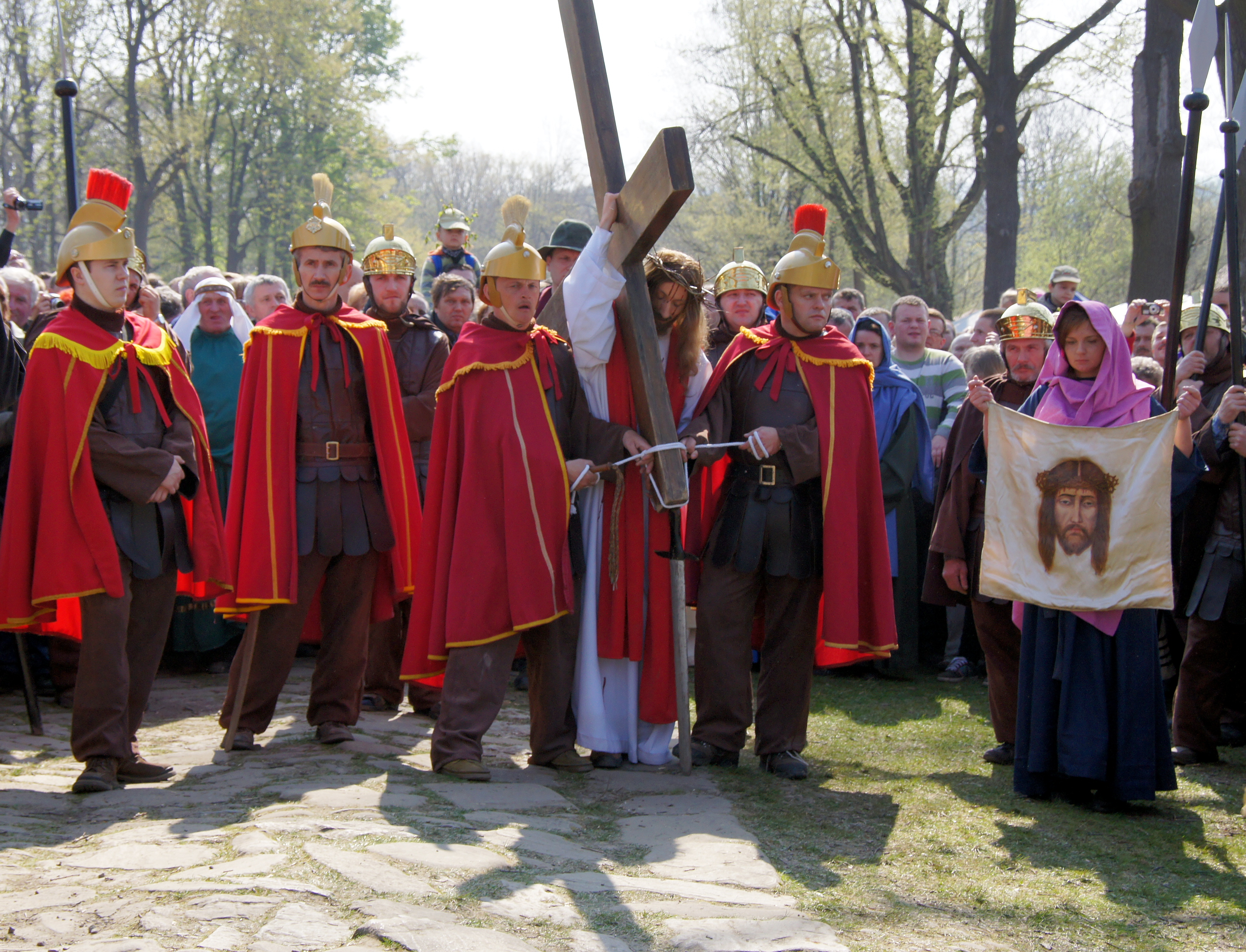

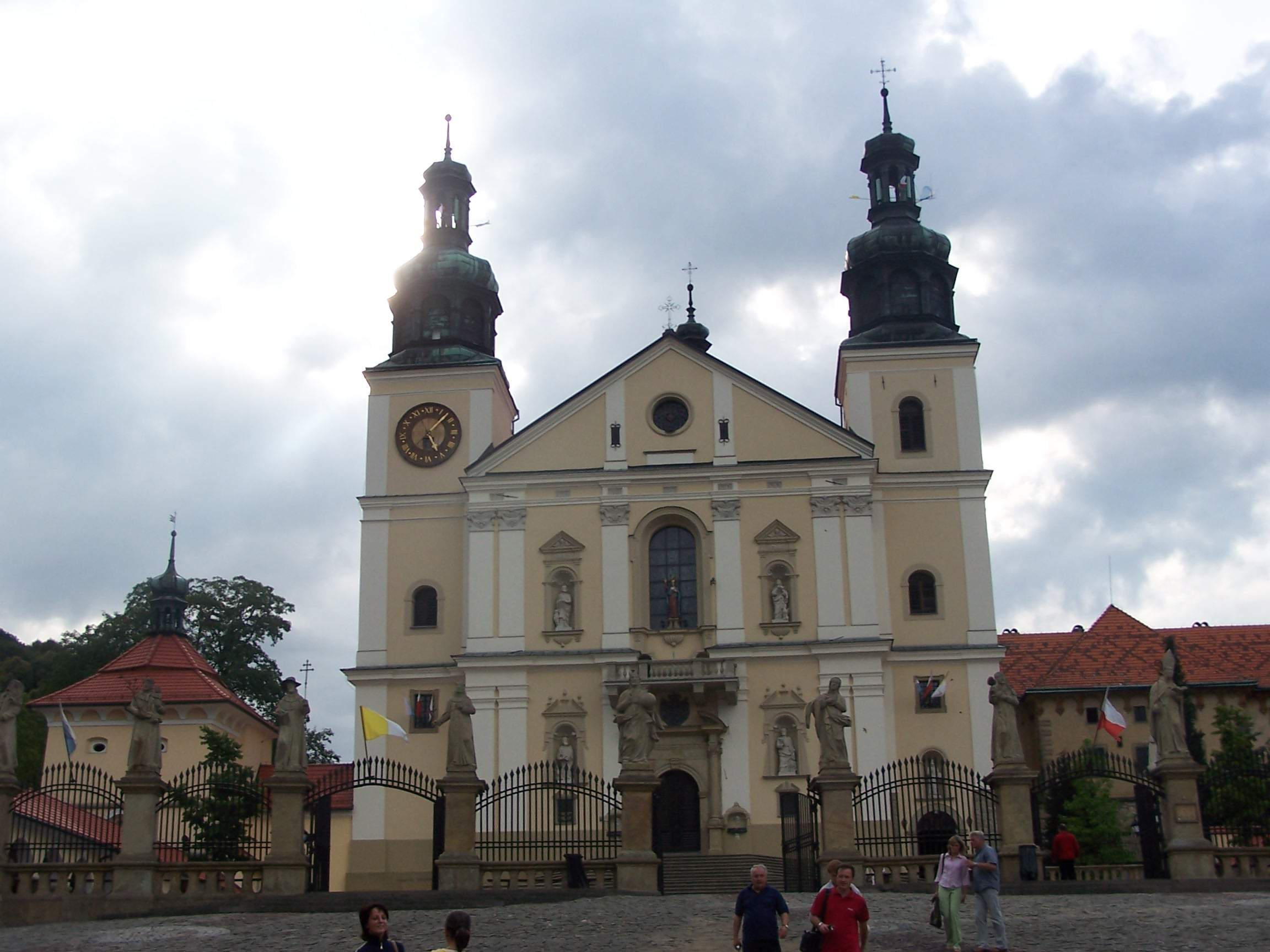
Privire de ansamblu asupra bazilicii

Kalwaria Zebrzydowska este un oraș în județul Wadowice, Voievodatul Polonia Mică, cu o populație de 4.493 locuitori (2010) în sudul Poloniei.